# Stora Sundhöjdtjärnet
Stora Sundhöjdtjärnet är en sjö i Säffle kommun i Värmland och ingår i Göta älvs huvudavrinningsområde. Stora Sundhöjdtjärnet ligger i Bjursjöhöjden Natura 2000-område.